# Bloedbad op Corpus Christi

Illustratie van een lid van de paramilitaire groep Los Halcones die met een bamboestok een op de grond gevallen demonstrant slaat, tijdens de repressie van 10 juni 1971 in Mexico-Stad.

Het Bloedbad op Corpus Christi, of El Halconazo (De Valkenaanval), was een incident op 10 juni 1971 in Mexico-Stad, waarbij enkele tientallen mensen om het leven kwamen. Het gebeurde is genoemd naar Corpus Christi, de dag waarop het plaatsvond.
Wat er precies gebeurd is, is niet geheel zeker, maar duidelijk is dat een groep paramilitairen een bloedbad heeft aangericht onder een groep demonstrerende studenten in Tacuba, een wijk in het westen van Mexico-Stad. De studenten demonstreerden om hun steun te betuigen aan de Autonome Universiteit van Monterrey, die in conflict was geraakt met de staatsoverheid. Gouverneur Eduardo Elizondo van Nuevo León had de autonomie van die universiteit ingeperkt en liet delen van de universiteit onder politiebezetting plaatsen na protesten. Hoewel president Luis Echeverría deze acties van Elizondo ongedaan had gemaakt, waarna deze was opgestapt, besloot men toch de demonstratie zoals gepland door te laten gaan. Er namen 10.000 mensen aan deel, daarmee was het de grootste demonstratie in Mexico sinds 1968 toen bij het beruchte Bloedbad van Tlatelolco bijna 300 mensen om het leven kwamen.
Om vijf uur 's middags begonnen plotseling tientallen paramilitairen, bekend als Los Halcones (De Valken), gekleed als burgers, onder toeziend oog van de politie gewapend met stokken en knuppels op de demonstranten in te slaan. Gewonde studenten werden tot in het ziekenhuis gevolgd en daar alsnog om het leven gebracht. Schattingen van het aantal doden lopen uiteen van 21 tot 42, met daarnaast tientallen gewonden.
In 2006 begon een rechtszaak tegen ex-president Echeverría op beschuldiging van medeverantwoordelijkheid voor het drama. Hij werd onder huisarrest geplaatst. De rechtbank besloot in 2009 definitief dat er geen bewijs was voor zijn betrokkenheid bij het gebeurde.
Het bloedbad is te zien in de Mexicaans-Amerikaanse zwart-witfilm Roma uit 2018.